# 李森恺
李森恺（1943年—），汉族，中华人民共和国、第十一届全国政协委员。
担任中国医学科学院整形外科医院原副院长。2008年，当选第十一届全国政协委员，代表医药卫生界，分入第四十五组。